# Mikhail Kalinin
Mikhail Ivanovitj Kalinin (russisk Михаил Иванович Калинин) (19. november 1875 – 3. juni 1946) var en bolsjevik
og blev det formelle statsoverhoved for den Russiske Socialistiske Føderative Sovjetrepublik og ved Sovjetunionens oprettelse i december 1922, blev han statoverhoved for hele unionen. Denne post bestred han frem til 1946.
To større byer, Tver og Königsberg blev opkaldt efter Kalinin, sidstnævnte har beholdt navnet Kaliningrad efter Sovjetunionens opløsning.